# The solo album
The solo album is een studio- en verzamelalbum van Gordon Giltrap. Giltrap nam enig oud werk van hemzelf opnieuw op in Redditch en bracht het opnieuw uit. The solo album is een loze kreet, Giltrap had al eerder solowerk uitgegeven. 

## Musici
- Gordon Giltrap – gitaar

## Muziek
| Nr. | Titel                   | Duur |
| --- | ----------------------- | ---- |
| 1.  | Jig                     |      |
| 2.  | Roots                   |      |
| 3.  | Shady tales             |      |
| 4.  | Ecchoing green          |      |
| 5.  | London                  |      |
| 6.  | Empty                   |      |
| 7.  | Magpie rag              |      |
| 8.  | Heartsong               |      |
| 9.  | Melancholy lullaby      |      |
| 10. | Prelude to pastoral     |      |
| 11. | A Christmas carol       |      |
| 12. | Fast approaching        |      |
| 13. | Catwalk blues           |      |
| 14. | Tailor bird             |      |
| 15. | Prelude to Morbio Gorge |      |
| 16. | Lucifer’s cage          |      |
| 17. | From the four winds     |      |
| 18. | The Lord’s Seat         |      |
| 19. | Country bluff           |      |